# Ludisia discolor

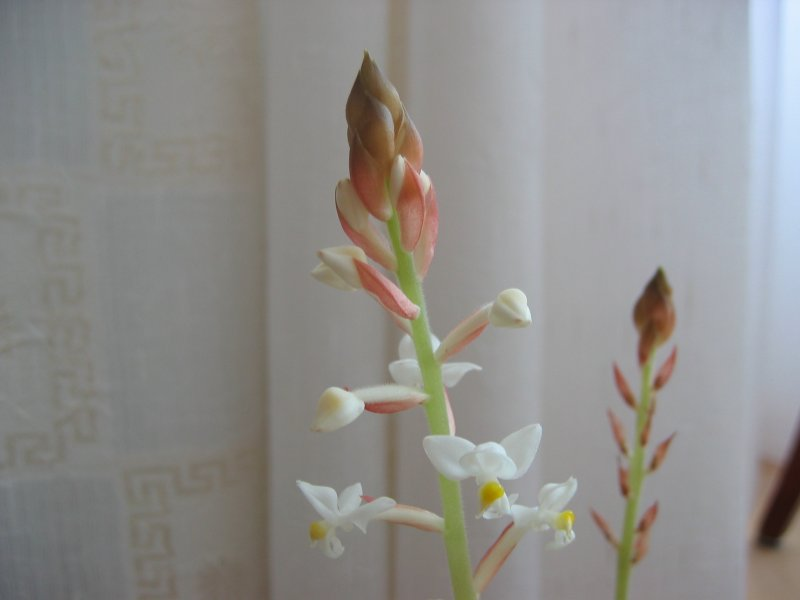
Ludisia discolor 'Dawsoniana'

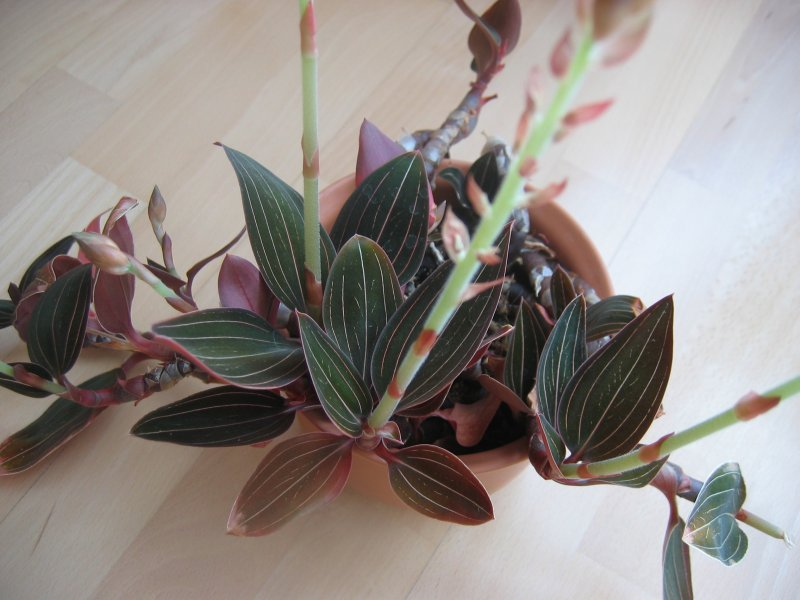
Ludisia discolor 'Dawsoniana'

Ludisia discolor ist eine Pflanzenart aus der Familie der Orchideen (Orchidaceae); es war lange Zeit die einzige Art der Gattung Ludisia. Erst 2013 wurde eine weitere Art neu beschrieben: Ludisia ravanii.

## Beschreibung
Es handelt sich um kleine, ausdauernde, krautige Pflanzen. Das Rhizom ist fleischig, in gleich lange Internodien aufgeteilt, von rotbrauner Farbe. An den Nodien ist es leicht eingeschnürt. Die Blätter sind ebenfalls rotbraun, die Blattadern sind weißlich, rosa oder gelb abgesetzt. Die Form der Blätter ist oval bis breit-lanzettlich, ein kurzer Stiel leitet zum Blattgrund über, der die Sprossachse umfasst.
Der Blütenstand erscheint endständig, er ist behaart und trägt ein bis drei Hochblätter. Tragblätter und Sepalen sind auf der Außenseite behaart. Die kleinen, weißen Blüten stehen in einer lockeren Traube. Sie sind resupiniert und asymmetrisch verdreht. Die drei Sepalen sind weit ausgebreitet und nicht miteinander verwachsen. Die seitlichen Petalen stehen aufrecht neben dem dorsalen Sepal und haften diesem am Rand an. Die Lippe ist asymmetrisch verdreht. Der untere Teil ist sackartig erweitert und an den Rändern mit der Säule verwachsen, er enthält Nektar. Der Mittelteil der Lippe formt einen röhrenförmigen Zugang, der vordere Teil ist ausgebreitet. Die Säule ist gegensätzlich zur Lippe verdreht. Sie trägt das gelbe Staubblatt, das zu einem guten Teil von Gewebe der Säule umschlossen wird (Klinandrium). Das Staubblatt enthält zwei gelbe Pollinien, diese hängen über Stielchen an einer gemeinsamen Klebscheibe (Viscidium). Die beiden Flächen der Narbe sind zusammenhängend, das Trenngewebe zwischen Narbe und Staubblatt (Rostellum) ist dreieckig, nach Entfernen der Klebscheibe zweilappig.

## Ökologie
Die Bestäubung erfolgt durch den Schmetterling Pleisoneura asmara. Die Pollinien bleiben während des Blütenbesuchs am Bein des Insekts kleben.

## Verbreitung
Ludisia discolor findet sich vom Süden Chinas südwärts bis Indonesien und zu den Philippinen in Höhenlagen von 900 bis 1300 Meter. Sie wächst im Schatten immergrüner Wälder an gut mit Wasser versorgten Stellen.

## Systematik
Die Art wurde im Jahre 1818 in Edwards’s Botanical Register von John Bellenden Ker Gawler als Goodyera discolor beschrieben. Das Epitheton discolor spielt auf die zweifarbig gefärbten Blätter an. Im Jahre 1825 wurde von Achille Richard der Gattungsname Ludisia aufgestellt. Dieser Name stammt aus dem Lateinischen und bedeutet so viel wie Tänzer oder Komödiant. Richard stellte allerdings die Art discolor nicht explizit in seine neue Gattung, dies tat erst Carl Ludwig Blume 1858.
John Lindley nahm die Erstbeschreibung von Ker-Gawler nicht zur Kenntnis und beschrieb im Jahre 1840 die gleiche Pflanze als Haemaria discolor. In der Folgezeit wurde eine Vielzahl von Beschreibungen dieser Art vorgenommen. So existieren heute zirka 30 Synonyme. 
Ludisia gehört zur Subtribus Goodyerinae. Die nächst verwandten Gattungen sind Dossinia, Macodes und Papuaea.
Heute sind folgende Arten bekannt:
- Ludisia discolor (Ker Gawl.) Blume (Syn.: Goodyera discolor Ker Gawl., Ludisia dawsoniana (H.Low ex Rchb.f.) Aver., Ludisia odorata Blume): Sie kommt vom südlichen China bis Sumatra und den Philippinen vor.[1]
- Ludisia ravanii Cootes & G.Tiong: Sie kommt auf den Philippinen vor.[1] Sie wurde 2013 erstbeschrieben.

## Kultur
Ludisia discolor ist in Mitteleuropa eine seltene Zimmerpflanze, die einmal im Jahr blüht. Als idealer Standort eignet sich ein heller, aber nicht sonniger Platz. Die Blütezeit liegt meistens in den Wintermonaten. Da die Orchidee ursprünglich in tropisch feuchten Gebieten der Erde wächst, sollte die Zimmertemperatur etwa zwischen 18 und 24 °C betragen, die Luftfeuchtigkeit nicht unter 70 % abfallen und die Pflanze stets feucht gehalten werden.
Im Handel ist in der Regel das Cultivar Ludisia discolor 'Dawsoniana' erhältlich, das fälschlich auch als Varietät Ludisia discolor var. dawsoniana eingestuft wird. Außerdem sind bereits weitere Sorten mit unterschiedlicher Blattzeichnung erhältlich.